# Quico Sallés
Francesc Sallés i Fibla, conegut com a Quico Sallés, (Barcelona, 1972) és un periodista català, especialitzat en crònica política.
Fill d'una nissaga de calderers, és el petit de quatre germans. Va estudiar Dret, va compaginar els estudis amb diverses feines (calderer, mosso d'escorxador, cambrer...) abans d'estudiar periodisme. Com a periodista, va començar a la Cadena SER a Osona. Des de llavors ha cobert gran part de l'actualitat política catalana, incloent-hi judicis com el del procés, el de la cúpula dels Mossos d'Esquadra i el dels atemptats de 2017 a Barcelona i Cambrils. Ha col·laborat amb mitjans com La Vanguardia, Nació digital, Osona.com, El Nacional, ETB i El Món, i amb programes com Preguntes Freqüents de Televisió de Catalunya i Kids XS de Catalunya Ràdio.
Actualment (2023) treballa al digital El Món. Resideix a Sant Joan de Vilatorrada i té dos fills. És d'origen clotenc, però establert al Bages.

## Publicacions
- On eres l'1-O? (Rosa dels Vents, 2018) ISBN 9788416930760[10]
- Crònica d'una revolta (Rosa dels Vents, 2019) ISBN 9788417444976
- Catalunya Zona Zero (Rosa dels Vents, 2020) ISBN 9788418033292

## Premis i reconeixements
- 2019 - Periodista de l'any per la Demarcació Catalunya Central del Col·legi de Periodistes de Catalunya.[11]
- 2019 - Caganer de l'any.[12]
- 2020 - Premi Nacional de Comunicació TGN 2020[13]